# پست‌گرانج
پست گرانج از زیر مجموعه‌های سبک آلترناتیو راک است که در اواسط دهه ۹۰ از سبک گرانج پدید آمد که با نواها و زیبایی‌های گرانج، موسیقی ای پرخریدارتر عرضه کرد. گروه‌هایی مثل فوفایترز، کرید و مچ باکس تونتی جزو گروه‌های موفق و پرفروش دهه ۹۰ تا اوایل ۲۰۰۰ بودند.

## تاریخچه
مرگ کرت کوبین نیروانا در اوایل ۱۹۹۴ و مشکلات تورهای پیرل جم، در آن سال نقص‌هایی را برای گرانج به وجود آورد. در همین سال استودیوهای بزرگ شروع به ثبت گروه‌هایی کردند که از این سبک تقلید می‌کردند. واژه پست گرانج برای توصیف این گروه‌ها به وجود آمد که حالت و موسیقی گرانج را تقلید می‌کردند. خشن با گیتارهای دیستورد اما با صدایی پرطرفدارتر در رادیو و پرفروش تر. آن‌ها کار خود را با استودیوهای بزرگ شروع کردند و همچنین شروع کردند به تلفیق موسیقیشان با سبک‌های متفاوتی نظیر جانگل پاپ، پاپ، پانک، اسکا، آلترناتیو متال، هارد راک.
واژه پست گرانج در اصل تحقیرآمیز بود زیرا که آن‌ها از لحاظ موسیقایی یک مشتق حساب می‌شدند، یا یک پاسخ نامناسب به یک سبک معتبر.